# Crepidium rajanum
Crepidium rajanum là một loài thực vật có hoa trong họ Lan. Loài này được (J.J.Wood) Marg. mô tả khoa học đầu tiên năm 2002.